# Dryadella linearifolia
Dryadella linearifolia är en orkidéart som först beskrevs av Oakes Ames, och fick sitt nu gällande namn av Carlyle August Luer. Dryadella linearifolia ingår i släktet Dryadella och familjen orkidéer. Inga underarter finns listade i Catalogue of Life.